# Honda StepWGN
Der Honda StepWGN ist ein Minivan bzw. MPV, den Honda seit 1996 produziert. Die Sitzposition ist höher als die später entwickelten Honda Odyssey und Honda Stream. Im Gegensatz zu diesen kann er statt mit nur sieben auch mit acht Sitzen geordert werden. In der Standardausführung verfügt er über nur eine Tür auf der Fahrerseite und zwei Türen auf der Beifahrerseite. Der englische Name StepWGN steht für "Stepwagon".

## Erste Generation (1996–2001)
Der Honda StepWGN erschien erstmals auf der Tokyo Motor Show als „F-MX“ im Jahre 1995. Die Produktion als StepWGN begann am 8. Mai 1996. Zu dieser Zeit waren in Japan kommerzielle Lieferfahrzeuge mit Mittelmotor im Niedrigpreissegment sehr beliebt. Nur die Beifahrerseite hatte eine Schiebetür. Im August 1997 wurden auch der Beifahrer-Airbag und ABS serienmäßig.
Ab Mai 1999 gab es eine überarbeitete Front, wo das Erscheinungsbild der Scheinwerfer geändert wurde; zusätzlich wanderte das hintere Nummernschild weiter nach unten. 2000 wurde eine fernbedienbare Zentralverriegelung zur Standardausrüstung.
Als Antrieb kam ein 2,0-l-Benzinmotor mit 125 PS Leistung und 5-Gang-Schaltgetriebe zum Einsatz.

## Zweite Generation (2001–2005)
Die zweite Generation des Honda StepWGN debütierte im Jahr 2001. Allerdings handelte es sich nur um einen überarbeiteten StepWGN 1 mit ähnlichem Design. Die Innenausstattung ermöglichte nun 4 verschiedene Sitzgelegenheiten, darunter „Play Mode“ (gegenüber gereihte Sitze), „Food-Modus“ und „Sleep-Modus“. Im „Cargo-Modus“ war die zweite Sitzreihe im Boden flach gefaltet für mehr Laderaum. Der Kraftstofftank wurde von der linken auf die rechte Seite verlegt.
Der 2,0-Liter-Motor DOHC K20 i-VTEC bot nun 158 PS, verbesserte Fahrleistungen und Kraftstoffverbrauch.
Im Mai 2002 gab es kleinere Verbesserungen mit Keyless-Entry-Funktion und bessere Innenbaumaterialien. Ab Oktober 2002 waren Front- und Heckstoßfänger in Wagenfarbe lackiert, und ein Radio mit CD-Player wurde zur Standardausstattung.
Im Juni 2003 folgten serienmäßig elektrische Fensterheber sowie eine Kühlbox, die die hintere Klimaanlage nutzt, und eine elektrische Heckklappe konnte optional geordert werden.
Die „Spada“-Serie mit einem 2,4-Liter-Benzinmotor DOHC i-VTEC (160 PS) kam zusätzlich ins Programm. Ab Juni 2004 war ein CD/Mini-Disk-Radio serienmäßig, und Xenon-Scheinwerfer wurden als Sonderausstattung angeboten.

## Dritte Generation (2005–2009)
Die 3. Generation des Honda StepWGN war eine umfassende Überarbeitung der bisherigen Modelle.
Mechanische Änderungen waren ein 4-Gang-Automatikgetriebe, während das 2,4-Liter-Modell ein CVT-Getriebe erhielt.
Im Gegensatz zu den früheren Generationen gab es nun Schiebetüren auf beiden Seiten, um konkurrenzfähig zu den Wettbewerbern wie Nissan Serena und Toyota Estima zu bleiben.
Dank des neuen Niederflur-Chassis blieb die Innenraumgröße unverändert, obwohl die Karosserie kürzer geworden war. Verbessert wurde auch das Handling des Fahrzeugs.
Während der 2,0-Liter-153HP-K20A-Motor nun 5 PS weniger leistete, bot der 2,4-Liter-K24A-Motor weiterhin 160 PS.
Honda installierte nun große dreieckige Fenster im Frontbereich, um den toten Winkel zu verkleinern.
Verfügbare Optionen im StepWGN waren eine seltene helle Holzmaserung „Parkett“ und ein Panoramadach.
Ab Februar 2007 war bei allen Modellen in der zweiten Reihe eine Mittelarmlehne serienmäßig und ab November 2007 waren die Frontmaske und der vordere Stoßfänger neu gestaltet.
Im Jahr 2008 gab es kleine Änderungen beim StepWGN mit einem neuen Frontgrill, neuer Frontschürze, neuen Rückleuchten und Felgen. Zudem war ein Rückfahrsystem in allen Modellen enthalten.

## Vierte Generation (2009–2015)
Die vierte Generation Honda StepWGN ist wieder eine vollständige Überarbeitung des 3. Modells und wurde am 9. Oktober 2009 vorgestellt. Das Modell wuchs in Größe, Höhe und Länge bei gleicher Breite. Erhältlich sind sieben Ausstattungsvarianten: G, GL-Paket, L, Li, S Spada, Spada Z und Spada Zi. Als Motor ist nur noch der 2,0-Liter-Benziner erhältlich. Der StepWGN ist entweder mit Front- oder Allradantrieb verfügbar.

## Fünfte Generation (2015–2022)
Die fünfte Generation des StepWGN wird seit April 2015 verkauft. Erstmals ist das Fahrzeug auch mit einem Hybridantrieb erhältlich. Dieser ist jedoch nicht mit Allradantrieb kombinierbar.

## Sechste Generation (seit 2022)
Im Januar 2022 präsentierte Honda die sechste Generation der Baureihe. Im Mai 2022 kam sie in Japan in den Handel. Der StepWGN ist auch wieder mit einem Hybridantrieb erhältlich.